# ウナ (歌手)
ウナ（朝: 은하、中: 銀河、英: Eunha、1997年5月30日 - ）は、韓国出身のアイドル歌手。女性アイドルグループ・VIVIZのメンバー。またGFRIENDのメンバーである。身長163cm、血液型O型。ソウル特別市衿川区出身。

## 来歴
ウナが7歳の時、組織球増殖症という珍しい病気を患い小学校6年生まで定期的に血液検査をしていた。しかし、現在は完治している。
GFRIENDとしてデビューする前は子役として活動していた。子役時代にはドラマ「夫婦クリニック愛と戦争」に出演したことがある。
2015年1月15日、GFRIENDのメンバーとしてデビューした。
2021年5月22日、所属事務所「SOURCE MUSIC」との契約を終了し、GFRIENDとしての活動を終える。。
同年10月6日、ウナがBPM Entertainmentに移籍したことを発表、2022年にはGFRIENDのメンバーであるシンビ、オムジと共にVIVIZとしてデビューを果たした。

## 作品

### コラボレーション
- 반딧불이（蛍の光/Firefly）（Feat. リルボイ（릴보이） Of キクス（긱스）） - ファン・チヨルとのデュエット（2016年）、「Fall, in girl Vol.1」収録。
- 왼손 오른손 - TEEN TOPのチョンジとのデュエット（2017年）

### 参加アルバム
- ユクリョンがナルシャ OST Part.7（2016年）
- 愛の温度 OST Part.2（2017年）
- さらにパッケージ OST Part.5（2017年）

### フィーチャリング
- 夜に見た漢江(2015年) Pro C
- 自激之心(2016年) パク・キョン
- ケミ(2016年)（正規アルバム『UFO』に収録) MCモン
- MAKE U DANCE(2021年) ADORA

### その他
- 人気歌謡ミュージッククラッシュ Part 2（2016年）

## 出演

### ミュージック・ビデオ
- 2015年 ユ・スンオ「綺麗」
- 2016年 鎮海性「クールな女の子」
- 2016年 パク・キョン「自激之心」